# Ʌ̂
Cette page contient des caractères spéciaux ou non latins. S’ils s’affichent mal (▯, ?, etc.), consultez la page d’aide Unicode.
Ʌ̂ (minuscule : ʌ̂), appelé V culbuté circonflexe, est un graphème utilisé dans l’écriture de certaines africaines comme le dan de l’Est, goo ou le themne. Il s’agit de la lettre V culbuté diacritée d’un accent circonflexe.

## Utilisation
Le ‹ Ʌ̂, ʌ̂ › est généralement utilisé pour représenter la même voyelle que ‹ Ʌ, ʌ › mais l’accent circonflexe indique le ton montant.
En themne, ‹ Ʌ̂, ʌ̂ › peut être utilisé lorsque les tons sont indiqués, mais il ne le sont habituellement pas.

## Représentations informatiques
Le V culbuté accent circonflexe peut être représenté avec les caractères Unicode suivants :
- décomposé (latin étendu B, alphabet phonétique international, diacritiques) :

| formes    | représentations | chaînes de caractères | points de code | descriptions                                                     |
| --------- | --------------- | --------------------- | -------------- | ---------------------------------------------------------------- |
| capitale  | Ʌ̂               | Ʌ◌̂                    | U+0245 U+0302  | lettre majuscule latine v culbuté diacritique accent circonflexe |
| minuscule | ʌ̂               | ʌ◌̂                    | U+028C U+0302  | lettre minuscule latine v culbuté diacritique accent circonflexe |

## Sources
- Rhonda L. Hartell, « Themne, Sierra Leone », Alphabets of Africa, 1993.